# Hippodrome de Ksar Saïd
 (avril 2025).
Si vous disposez d'ouvrages ou d'articles de référence ou si vous connaissez des sites web de qualité traitant du thème abordé ici, merci de compléter l'article en donnant les références utiles à sa vérifiabilité et en les liant à la section « Notes et références ».
L'hippodrome de Ksar Saïd (arabe : مضمار قصر سعيد) est un hippodrome situé à Den Den dans les environs de Tunis en Tunisie.
Il accueille de nombreuses courses hippiques. Les épreuves majeures de la saison sont le Grand Prix du président de la République pour les courses de chevaux de pur-sang arabe et le Grand prix pour les courses de chevaux de pur-sang anglais nés et élevés en Tunisie.